# 車線変更25時
「車線変更25時」（しゃせんへんこうにじゅうごじ）は、キンモクセイの5作目のシングル。2002年11月27日発売。

## 概要
前作からおよそ4ヶ月ぶりのリリース。
初回仕様には、モバイル"フィーバー"ステッカーが封入されている。
PVでは、ボーカルの伊藤俊吾が曲に合わせてディスコダンスを激しく踊るシーンがあるほか、雨に打たれながら演奏するシーンもある。

## 収録曲
1. 車線変更25時 [4:12]
  - 作詞・作曲:伊藤俊吾　編曲:佐橋佳幸・キンモクセイ

ビージーズの「ステイン・アライヴ」を彷彿させるようなディスコ・ソング[1]。
伊藤の「聴けば、地図を見ないで家から海に行ける曲を作ってみたい」という発想から制作された[2]。なお、歌詞には、メンバーの出身地の地名や国道が登場する。
仮タイトルは、はじめは曲調にちなんで「暗」と付けられ、その後伊藤のイメージから膨らませて「車線変更午前2時」と変わり、「午前2時」の部分を24時間表記に変えて「車線変更26時」となったものの、語呂が悪いということで現タイトルになった[2]。
2. 夢を見させて [4:55]
  - 作詞・作曲:伊藤俊吾　編曲:佐橋佳幸・キンモクセイ

童話『マッチ売りの少女』を比喩に用いた、援助交際をテーマにした曲。
3. ぽっかぽか [4:48]
  - 作詞・作曲:佐々木良　編曲:キンモクセイ

メンバー全員で歌っている。元々は、伊藤と佐々木の2人で歌う予定だったが、プロデューサーのアイデアにより、全員で歌うことになった[2]。
4. 車線変更25時(Original Karaoke)
5. 夢を見させて(Original Karaoke)
6. ぽっかぽか(Original Karaoke)

## 収録アルバム
- 『風の子でいたいね』 (#1)
- 『ベスト・コンディション 〜kinmokusei single collection〜』 (#1,2)